# Лудвик Лазар Заменхоф
Лудвик Лазар Заменхоф (пољ. Ludwik Łazarz Zamenhof; рус. Лю́двик Ла́зарь Заменго́ф; Бјалисток, 15. децембар 1859 — Варшава, 14. април 1917) је био пољски лекар и творац есперанта.

## Живот
Заменхофови родитељи су били: отац Марко Заменхоф, учитељ, и мајка Розалија Заменхоф. Његова породица су Јевреји пореклом из Литваније.
Одрастао је у Бјалистоку (тадашње у Руско царство, данашња Пољска), вишенационалном граду, у коме су се говорили многи језици.
За време студирања упознао се са ционизмом, међутим, схвативши његову нереалност, посветио се креирању есперанта. Студирао је медицину у Москви (1879 — 1881) и Варшави (1881—1885). Специјализовао се за очну медицину у Бечу (1886).
Рудиментални облик есперанта био је довршен до почетка зиме 1878. и млади Заменхоф са својим гимназијским колегама организује славље које назива „даном рођења међународног језика“. Међутим он није престајао да свој језички пројект дотерује тако да нпр. 1881. постоје три у много чему различита језичка пројекта, а већ 1885. даје пројекту коначни изглед. Затим је следеће две године настојао да нађе издавача.

## Есперанто
Дана 26. јула 1887. излази из штампе Прва књига есперанта, захваљујући помоћи које добија од оца Кларе Заменхоф (девојачко Силберник) с којом се исте године жени. Први њихов син Адам Заменхоф, рођен 1888, постаће такође очни лекар, и наставиће са лекарском праксом свог оца; њихова прва ћерка рођена 1889, постаће такође лекар; друга ћерка Лидија Заменхоф, рођена 1904, најверније од деце следила је пут свога оца, организујући наставу на есперанту.
Новембра 1897. породица Заменхов се настањује у Варшави, у сиромашном јеврејском кварту. Тек 1905, први пут за 20 година, добијају прилику да са супругом отпутује на „Први есперантски конгрес“ такозвани Болоњски конгрес. Касније, захваљујуђи хонорару које почиње да добија од познатог есперантског часописа La Revuo, наставља да сваке године учествује на есперантским конгресима, па чак и на оном 1910. у Вашингтону. Почев од 1905. до Првог светског рата његов живот тече мирно и радно; преко дана у лекарској ординацији, а само увече би могао да се посвети својим страстима: језику и пројекту универзалне религије; између ових делио је своје снаге и време.
На есперантском плану његови преводи редовно се појављују у есперантским часописима, са све већим успехом.

## Религија
На религијском плану, он објављује 1906, у Русији, анонимну брошуру о „Хомаранизму“. Најпознатији француски есперантиста тога времена Де Бофрон га жестоко напада у часопису „L'Esperantiste“, и Заменхоф му одговара, али увек анонимно. Јула 1911. присуствује Међународном антирасном конгресу у Лондону где представља свој пројект у коме каже, да „ће међуплеменска различитост и мржња потпуно нестати када цело човечанство буде говорило једним језиком и имало једну религију“. Касније, да би покушао што што лакше да брани своја религијска убеђења, а да не проузрокује штету есперантском покрету 1912, на Светском есперантском конгресу у Кракову, јавно се дистанцира од сваке будуће улоге у есперантском покрету. Следеће године, објављује нову комплекснију верзију своје раније брошуре под називом „Деклерација о Хомаранизму“: очигледно у жељи да алудира на „Деклерацију о Есперантизму “, коју беше обзнанио на Првом конгресу у Болоњи.
Био је замислио да организује конгрес својих религијских присталица у Паризу када га у том тренутку прекида изненадна ратна експлозија. Морао је да се врати у Варшаву преко Шведске и Финске. Вративши се натраг у свој град, наставио је неуморни рад. Завршава 4 тома Андресенових бајки, превод Старог завета; истовремено он завршава циркуларно писмо сазивајући састанак свих интелектуалаца који би били вољни да организују Општи светски конгрес за нову (неутралну) свеопшту религију. Усред тих настојања сустиже га смрт 14. априла 1917. Остао је до последњег даха веран својим идеалима, које је тако лепо описао у доле цитираном писму Алфреду Мишоу (Alfred Michaux).

### Заменхоф сам казује
Ово пише Заменхоф у писму Алфреду Мишоу, председнику Есп. Групе у Булоња 21. фебруара 1905, објављеног у Enciklopedio de Esperanto:
Драги господине-
Замолили сте ме, да вам дам детаље о мени и мом животу. Веома радо ћу то урадити, када будем могао, али нажалост могу веома мало. Ево из којих разлога: за будуће генерације можда моја биографија можда неће бити неинтересантна, јер у ствари цео мој живот, од најранијег детињства до сада представља једну сталну и непрекидну серију различитих битака: а) унутар мене стално ратују међусобно супростављени разни идеали и различита стремљења, од којих су сви равноправно обавезујући, али које међусобно ускладити често је веома тешко, и то ме стално конфронтира са самим собом; б) изван мене морам да ратујем са разним тешкоћама, јер никада моји идеали нису припадали идеалима у моди и због тога нису ми недостајали људи ругалице и нападачи. Осим тога много година сам се трудио и улагао нонстантне напоре за стицање хлеба насушнога, и та борба за хлебом насушним тровала ми је живот. Задњих година најзад сам постигао да ми хлеб не недостаје; али, ох гле, дуга борба ме је веома уморила, и сада немајући ни пуних 46 година, осећам се као човек од 60 година.
Родио сам се у Бјалистоку 15. децембра 1859. Мој отац (узгред: који је још увек жив) као и мој дед, били су учитељи језика. Језик разних људи увек ми је био најдража ствар на свету. Највише сам волео онај језик на коме сам се образовао тј. Руски језик; учио сам га са највећим задовољством; сањао сам да постанем велики руски песник (узгред: и детињству сам писао разне стихове и са 10 година живота написао сам трагедију у 5 чина). Са задовољством сам учио разне друге језике, али су ме они занимали више теоретски но практично; јер никада нисам имао прилике да их вежбам у изговору, тако да сам течно говорио смо три језика (руски, пољски и немачки), француски језик сам лако читао, али сам га ретко и лоше говорио; осим тога у различитим временима изучавао сам, по мало, 8 других језика, које познајем врло мало и само теоријски.
У момом детињству пасионирано сам волео руски језик и целу руску културу; али сам се ускоро уверио да моју љубав плаћају мржњом, да искључиви власници тог језика и земље себе само називају људима, који само виде у мени обесправљеног странца (насупрот томе што су моји прадедови и дедови рођени у радни век провели у тој земљи), сви мрзе, омаловажавају и потцењују моју браћу; видео сам да све друге језичке групе које живе у мом граду реципрочно се мрзе и међусобно нападају… и много сам патио због тога, и почео сам да сањарим о тим срећним временима, када ће нестати све националне мржње, када ће постојати језик и земља која ће припадати свим својим житељима, када ће људи почети да разумеју и воле једни друге.
Године 1869. уписујем бјалисточку реалну гимназију; али после два месеца морао см да прекинем школовање због болести (у детињству сам често боловао). 1870. поново уписујем и учим са великим успехом (морам да приметим да за све 9-годишње трајање гимназијске наставе, што у Бјалистоку што после у Варшави, био сам први у разреду; учитељи су ме сматрали веома способним и моје су колеге прорицале (успут: без икакве злобе и увек добронамерно, јер никада нисам имао међу колегама ни једног непријатеља), да ћу имати у животу увек највеће успехе; ово се после није сасвим испунило јер сам дуго морао да се борим да би за породицу обезбедио нешто хлеба.
 1873. моји родитељи се селе у Варшаву, где је мој отац добио посао наставника немачког језика у реалној гимназији. Остао сам 5 месеци у кући учећи грчки и лазински језик и затим уписујем у Варшави Другу филолошку гимназију, коју завршавам 1879. године.
Тада сам отпутовао у Москву и уписао медицински факултет на тамошњем универзитету. Моје московске колеге потицале су из многих различитих раса, и то ме је ојачало у намери да ујединим људски род. Ускоро је финансијска ситуација мојих родитеља постала врло лоша, нису могли више да ме издржавају у Москви, и ја се зато 1881. враћам у Варшаву, ту уписујем универзитет и завршавам студије почетком јануара 1885.
Тада сам отпутовао у село Вејсеје, да отпочнем са лекарском праксом. Тамо сам обављао праксу у трајању од 4 месеци, и открио да сам потпуно неподобан за општу медицинску праксу јер сам био преосетљив на патњу болесника (углавном умирућих) која ме је констернирала.
Вратио сам се у Варшаву и одлучио да изаберем за себе специјализацију и то што мирнију. Следећих 6 месеци радио сам у очном одељењу једне варшавске болнице, после сам неко време специјализирао на клиникама у Бечу и крајем 1886. почињем окулистичку праксу у Варшави.
Тада се упознајем са Кларом, мојом будућом супругом, Женим се 9-ог августа 1887. Својој вереници сам објаснио целу суштину своје идеје, и план будућег деловања. Питао сам је да ли жели да веже за мене своју судбину. Она се не само сложила већ ми је ставила на располагање сав новац који је поседовала, на име брачног мираза, и то ми је дало могућности, да после дугог и узалудног тражења издавача, штампам сам о свом трошку (јула 1887) моје прве 4 брошуре (уџбенике есперанта на руском, пољском, немачком и француском језику). Ускоро затим штампам „Другу књигу“, „Додатак“, „Снежну мећаву“ и „Браћу и сестре“ (од Грабовског), Преводе „Друге књиге“ и „Додатка“ Средњи немачки речник, руски речник, енглески и шведски уџбеник, Принцезу Мери, адресар итд. и такође издвојио сам потребан новац за штампање дела Анштајна и Х: Филипса. У новинама сам дао много огласа, разаслао сам велики број књига итд.
Ускоро је есперанто прогутао највећи део новца моје супруге; цео остатак смо затим брзо појели, јер су примања из моје лекарске праксе била ужасно мала. На крају 1889. остао сам без копејке!
Врло тужан бејаше тада мој живот. Морао сам да оставим Варшаву и да потражим хлеб на неком другом месту. Моја супруга је морала да са децом отпутује код свога оца а ја сам отишао (новембра 1889) у град Херсон (јужна Русија), где није било очног лекара (успут: ту беше само једна очна лекарка), и где сам се надао да ћу наћи хлеба за мене и моју породицу. Али ме је нада ужасно обманула: моји тамошњи приходи не само да ми нису омогућавали да храним породицу, већ није достизало ни за мене самог, насупрот мојем скромном и шкртом начину живота! Просто и буквално нисам имао шта да једем: често сам остајао без ручка! Ни моја супруга ни моји нити су моји рођаци о томе шта знали јер супругу нисам хтео да растужујем, и у својим писмима стално сам је уверавао, да ми је врло добро и да гајим наду да ћу је ускоро довести код мене. Ипак нисам више могао да издржим, а и морао сам да признам супрузи целу моју ситуацију. Био сам тада врло нерад да примим од било кога новчану помоћ; ипак, туга и инсистирајуће молбе моје супруге приморале су ме да примим новчану помоћ од свог таста (који тада а такође и касније никада није одбио да ми укаже помоћ и потрошио је за мене врло много новца) и вратио сам се у Варшаву у нади да ће моја лекарска пракса ићи много боље, маја 1890. 
Такође и тада ме је нада преварила. Моја се примања нису повећала, моји су дугови порасли. На крају, немајући шта више да чекам, октобра 1893. преселио сам се са породицом у град Гродно. Тамо су моја примања била већа но у Варшави, и живот је био мање тегобан. Мада такође ни у Гродном моја примања нису покривала издатке, те сам морао још увек да прихватам подршку таста, ипак сам страпљиво остао још 4 године. Како су ми деца расла и захтевала скупље образовање а град Гродно бејаше тако сиромашан, да очни лекар не могаше никада повећати зараду, тада сам, на наваљивање таста крајем 1897, одлучио да се поново вратим у Варшаву и да у њој направим последњи покушај.
Стање духа бејаше ужасно. Веома добро сам осећао да је то мој „задњи“ покушај, и ако он поново „сада“ не успе бићу потпуно изгубљен. Следећих годину дана као да сам полудео од безнађа. Али на крају, захваљујући последњем трачку моје енергије, судбина почиње за мене да бива боља. Ускоро моја лекарска пракса се постепено ширила и већ је године 1901, била толика да су ми примања покрила трошкове живота у потпуности. Био сам спашен. После многих година патњи и борбе сада сам ушао и мирнији живот и имао сам сасвим довољно хлеба да прехраним породицу. (мада, разумљиво морао сам да живим скромно и да штедим сваку копејку. Становао сам у једној од најсиромашнијих улица Варшаве, моји су пацијенти били сиромашни људи, и плаћали су ми врло мало; да сам морао да примам 30-40 пацијената свакодневно да бих добио од њих толико колко други лекари имају од 5-10 пацијената; ипак сам сада веома задовољан, јер сад имам свој хлеб и не треба ми било чија помоћ.
Сада имам троје деце: сина и две ћерке.
Ја сам веома уморан и заморио сам такође и вас мојим дугим писмом 
Довиђења! Ваш Л. Л. Заменхоф.

### Заменхофова имена
Јеврејско име Заменхофа је било Eliezer (Лазар) Samenhof (Заменхоф) на рођењу доби и „хришћанско“ или „радосно“ имеLejzer, руска варијанта од Eliezer. Уистину Лазар беше име јеврејског порекла, али такође и хришћанска (била су два Лазара која се помињу у Јеванђелијама). Име Ludwik изабрао је он (јеврејско лично име) у част Франсиса Лодвика који је публиковао 1652. пројект планског језика, о чему је Заменхоф читао и делима Коменског. Та допуна имена се догодила док је у Москви похађао универзитет. Писмена форма La skribformo Заменхоф уместо Samenhof (што значи „сејач") појављује се годину дана после почетка есперанта. С крајем 19. века, његов брат Леон Заменхоф докторира и убичајава да се потписује "Dr. L. Zamenhof", због тога творац есперанта узима крштено име „Лазар“ почев од 1901. и потписује се као "Dr. L. L. Zamenhof".
Име „Есперанто“ потиче од његовог надимка:
Доктор Есперанто – неко ко се нада, нада се да ће овај постати помоћни језик да помогне свима широм света да се споразумевају.
Он није имао намеру да есперанто постане једини језик већ просто, други – заједнички језик свих. По њему, есперанто је баш то корисно оруђе које би помогло свима, као што је то пошта или телефон.

### Карактерне црте
Заменхоф је био омањег раста са смеђесивом брадицом, високог чела и ћелаве главе; носио је наочаре за кратковиде; већ на почетку прошлог века почиње да пати од слабости срца и слабим крвотоком у ногама. Био је педантно уредан у свакодневном животу, наиван у пословима, бојажљив пред публиком, ненаклоњен свим јавним церемонијама, природно скроман и стрпљив, трудио се да ублажи сваки конфликт, имао је дубоко осећање за правичност. На првом конгресу, у свом уводном излагању присећао се Шлајера (Schleyer), творца првог савременог језичког пројекта Волапик, чији су следбеници, ипак оштро њега нападали; за време Другог конгреса он је, преко Мишоа позвао своје ривале, између осталих и Пеаноа, аутора познатог пројекта „Latino sine flexione“. Међутим, најважнија црта његовог карактера је воља помоћу које је учинио све за своје идеале, стрпљива уздржаност, помоћу које је успевао да спроведе своје идеје; свакако ту вољу и ту стрпљивост црпео је он из неизмерне љубави, која га је надахњивала да их носи целим својим телом и духом.

### Заменховова језичка знања
- матерњи језик: руски
- знање других језика: немачки, пољски, јидиш, есперанто,
- читао је литературу на: француском, грчком, латинском, италијанском, енглеском, хебрејском, арамејском, волапик
- познавао је и: шпански, литвански

Његов отац говорио је руски а мајка и јидиш.

## Његово потомство
Све троје Заменхофове деце убили су нацисти: сина Адама полиција у Варшави по наређењу Берлина, а обе ћерке Лидију и Софију усмртили су у гасним коморама Треблинке 1942. Његов унук Луј-Кристофер Залески-Заменхоф сада живи у Француској.

## Заменхофови псеудоними
- D-ro Esperanto
- Gofzamen
- Unuel
- Anna R.

## Књижевна дела
- Превод Хамлета са немачког.